# Würzburger Markbeschreibungen
Die Würzburger Markbeschreibungen sind zwei profane Gebrauchsprosatexte des Korpus der althochdeutschen Literatur, die Erste aus dem 8. Jahrhundert. In den Urkundentexten werden die volkssprachigen Beschreibungen der Grenzbegehungen des Gebiets von Würzburg festgehalten. Die Grenzpunkte beider Markbeschreibungen stimmen nur teilweise überein.
Besondere Beachtung in der Forschung hat die zweite Markbeschreibung gefunden, da sie vollständig in althochdeutscher Sprache abgefasst ist und als ältester deutscher Rechtstext, beziehungsweise als deutscher Text mit urkundlich-rechtlichen Charakter Geltung hat. Die Praxis der Beschreibung im Sinne der tatsächlichen Begehung der territorialen Grenzen einer Besitzung hatte in der Rechtspraxis der frühmittelalterlichen Kultur ohne das später ausgebildete Kataster, sowie den damit verbundenen Kartierungen der Gemarkungen und Fluren eine enorme, zentrale Bedeutung in der öffentlichen Verwaltung.

## Überlieferung
Beide Texte sind in einer Handschrift aus dem 9. Jahrhundert, ein Evangelienkodex mit Herkunft aus Fulda, der Universitätsbibliothek Würzburg (UB M. p. th. f. 66) in den Folien 1r–1v und 208v überliefert. Die beiden Würzburger Markbeschreibungen wurden um das Jahr 1000 von unbekannter Hand als Nachtrag auf dem ersten und letzten Blatt eingetragen.

## Erste Markbeschreibung
Die erste Markbeschreibung ist in lateinischer Sprache abgefasst und datiert auf das Jahr 779. In der Volkssprache erscheinen neben den Orts-, Flur-, Gewässer- und Personennamen grammatisches Beiwerk wie Artikel, Adjektive und Präpositionen. Zusammen mit der Hammelburger Markbeschreibung gehört die erste Markbeschreibung zur Gruppe der frühmittelalterlichen lateinischen Grenzbeschreibungen.
Der Aufbau entspricht den zeitgenössischen karolingischen (Privat-)Urkunden mit der formalen Struktur:
- Invocatio
- Publicatio
- Narratio
- Dispositio

In der Grenzbegehung wird beschrieben wie Eburhardus, ein Gesandter Karls des Großen am 14. Oktober 779 beginnend im westlichen, linksmainischen Stadtgebiet im Uhrzeigersinn in vier Abschnitten die Mark abgelaufen ist. Dabei wird er von verschiedenen Zeugen begleitet, insgesamt zweiundachtzig, und von einem Presbyter mit Namen Bernger, durch den der Vorgang notiert wurde. Als Anlass wird die Festlegung, beziehungsweise die Bestätigung des Grenzverlaufs zwischen dem Waldsassengau, dem Badanachgau und dem linksmainischen bischöflichen Besitz der marcham vuirziburganensium vermutet.

## Zweite Markbeschreibung
Die zweite ganz volkssprachige, undatierte Markbeschreibung ist lateinisch übertitelt mit Marchia ad UUirziburg, jedoch in althochdeutsch geschrieben. Sie ist dadurch der Zeit des Schreibers stärker angeglichen als die Erste. Neben den auffälligen Kurznamen einiger Zeugen sind die satzeinleitenden Formeln wie diz sageta Belege der Nähe zur gesprochenen Sprache gegenüber der formal-sachlichen Abfassung der ersten Markbeschreibung.
Die Begehung und Beschreibung beginnt im Uhrzeigersinn auf der rechten Mainseite und überschreitet den Main am Endpunkt der ersten Beschreibung. Anschließend folgt sie dieser in westlicher Richtung etwas und nimmt dann einen eigenen weiteren Verlauf. Diesen Umgang bezeugen achtzehn namentlich aufgeführte männliche Personen.
Zweck war es, im Sinne einer protokollierten Zeugenaussage die Gemarkungen von Würzburg und Heidingsfeld als bischöflichen Gesamtbesitz und als „königliches Erbgut und Erbgut freier Franken“ darzustellen. Als Datierung wird in der Forschung eine Zeit zur ersten Markbeschreibung seit Reinhard Bauer angenommen. Wobei beide Grenzverläufe teilweise stark voneinander abweichen.
Eine sprachwissenschaftliche Analyse von Wolfgang Beck belegte 2013, dass die Zweite Würzburger Markbeschreibung nicht kurz nach 779, sondern erst um 1000 entstanden ist.